# Cirilo Flores Estrada
Cirilo Flores Estrada (Quetzaltenango, 1779-ibídem,13 de octubre de 1826) fue un político liberal guatemalteco. Era hijo del prestigioso protomédico José Felipe Flores y llegó a vicejefe del Estado de Guatemala, cargo que ostentaba cuando fue salvajemente linchado por una turba fanática que lo había acusado de hereje en Quetzaltenango.

## Biografía
Flores Estrada era un prestigioso miembro del partido liberal. Fue diputado por la Provincia de Guatemala, por el partido de Quezaltenango, en el Congreso Imperial mexicano en 1822, junto con José Cecilio del Valle, y posteriormente, siendo presidente de la Asamblea Federal, recién fundada, tuvo una destacada actuación durante el motín del batallón del Fijo al mando de Rafael Ariz y Tores que ocupó la ciudad de Guatemala, cuando Flores permaneció en la ciudad con unos cuantos diputados y logró sofocar el levantamiento en febrero de 1823.

## Muerte

### Acontecimiento preliminares
Por si esto fuera poco, el coronel José Pierson, comandante de las fuerzas altenses, quien necesitaba caballos para desplazar la tropa hacia Patzún elaboró un listado de los vecinos que tenían caballos en sus casas y ordenó a algunos de sus oficiales que esa misma noche los sacasen por la fuerza. Esto provocó un gran escándalo cuando la tropa llegó al convento franciscano y abrió la puerta a sablazos para sacar a las bestias, pues la población creyó que la tropa del Estado había entrado en todos los conventos a la fuerza de forma violenta.
Al día siguiente los frailes franciscanos anunciaron que iban a salir de Quezaltenango debido a los abusos de los liberales, lo que provocó la ira de los vecinos.  Quetzaltenango había sido sede de curato y doctrina franciscana desde la colonia y los vecinos se reunieron en la puerta de los conventos y las casas afectadas y se corrió el rumor de que había habido actos de herejía en la ciudad.  Ante esta situación,  el alcalde de la ciudad —Pedro Ayerdi— y el regidor —Tomás Cadenas— fueron a la casa de Flores,  que entonces se hallaba en aquella población, igualmente que los Diputados a la Asamblea del Estado, a consecuencia de las ocurrencias con el presidente de la Federación, Manuel José Arce y Fagoaga, y éste, una vez informado se dirigió al convento franciscano.

### El linchamiento
Pero la presencia de Flores Estrada empeoró la situación y se empezaron a escuchar gritos de «muera el tirano, muera el hereje, muera el ladrón», y Flores optó por refugiarse dentro del convento, frente a la celda del Padre Cura Fray Antonio Carrascal.
De acuerdo al historiador Alejandro Marure, «al entrar [...] algunas mujeres se arrojaron sobre él, le arrancaron bruscamente el bastón y el gorro que llevaba en la cabeza, con parte de los cabellos; en seguida le dieron repetidos golpes con el mismo bastón, mientras que otras le tiraban fuertemente de sus vestidos. En este momento se hubiera consumado el sacrificio, si el cura, con grande esfuerzo, no le hubiera desprendido de manos de estas furias y subídole al púlpito, a donde también él le dijo hola que haces y el otro le dijo bien muerto le dijo: ¿bien y tu? 
José María Marcelo Molina y Mata —quien gozaba de prestigio entre los quetzaltecos— intentó salvar al Vicejefe, quien acompañado del Padre cura se había refugiado dentro del púlpito, pero cuando la turba enardecida descubrió sus intenciones, le gritaron:   «Muera el hereje, y usted no se meta a defenderlo, porque también corre peligro». Pero pese a la advertencia, Molina y Mata insistió y logró aplacar el furor popular, prometiéndoles que el Vicejefe saldría desterrado. Sin embargo, en ese momento una descarga de fusilería hecha sobre el pueblo por la tropa que se había reunido en el patio de la iglesia parroquial, comandada por el Teniente Coronel de Caballería Antonio Corso, dio al traste con las negociaciones.
El historiador Alejandro Marure describe así lo que ocurrió después: «Entonces los frailes le hicieron descender del púlpito, atravesaron con él la iglesia y parte del claustro, y le conducían con gran fatiga a la celda del cura; pero antes de llegar, Longino López lo arrancó de los brazos de los religiosos, le dio el primer golpe con un palo, y lo entregó a la horda fanática y rabiosa, compuesta en su mayor parte de mujeres; como furias desencadenadas se echaron sobre el desventurado vicejefe, y con piedras, palos y puñales, le dieron tantos y tan repetidos golpes, que dejaron su persona enteramente desfigurada y convertida en un objeto de horror y lástima.»

### Repercusiones
Los principales alborotadores quetzaltecos fueron capturados y condenados a destierro a la isla de Roatán; ellos fueron: Mónico Villatoro, Longino López, Toribio López, Quirina Piedra Santa, Vicente Aldana, Manuela Marizuya, Irene Artavia, Gertrudis Franco, Josefa Mazariegos, Josefa Santizo, y Catalina Cacán.